# Tienmuia
Tienmuia é um género botânico pertencente à família Orobanchaceae.

## Espécie
Tienmuia triandra

## Nome e referências
Tienmuia Hu